# Бокур
Бокур (фр. Beaucourt) насеље је и општина у источној Француској у региону Франш-Конте, у департману Територија Белфор која припада префектури Белфор.
По подацима из 2011. године у општини је живело 5106 становника, а густина насељености је износила 1031,52 становника/km². Општина се простире на површини од 4,95 km². Налази се на средњој надморској висини од 460 метара (максималној 575 m, а минималној 375 m).

## Демографија
| 1962. | 1968. | 1975. | 1982. | 1990. | 1999. | 2011. |
| ----- | ----- | ----- | ----- | ----- | ----- | ----- |
| 4.570 | 4.924 | 5.521 | 5.682 | 5.569 | 5.348 | 5.106 |

График промене броја становника у току последњих година